# Tourrettieae
Tourretieae es una tribu  de árboles pertenecientes a la familia Bignoniaceae. Contiene los siguientes géneros:

## Géneros
- Calampelis D. Don = Eccremocarpus Ruiz & Pav.
- Dombeya L’Hér. = Tourrettia Foug.
- Eccremocarpus Ruiz & Pav.
- Medica Cothen. = Tourrettia Foug.
- Tourretia Foug. = Tourrettia Foug.
- Tourrettia Foug.